# 耿玉卿
耿玉卿（1939年—），河南方城人，豫劇作曲家，以他的豫劇音樂藝術成就獲評一级作曲的正高級職稱。

## 生平
他在中國河南省鄭州藝術學院（河南大学艺术学院前身）音樂系學習作曲專業，第一份工作是河南省方城縣豫劇團的音樂設計，後來到河南省南陽戲曲學校教書，現在是河南省鄭州豫劇團專職作曲、中國戲曲學院（北京）客座教授。
他的第1部豫劇音樂設計作品是老戲《老羊山》（《樊梨花下山》），後來又完成《霓虹燈下的哨兵》、《斷橋》、《兒女傳奇》、《情斷狀元樓》、《風流才子》、《老子·兒子·弦子》、《香魂女》、《大愛無言》、《都市風鈴聲》、《王寶釧》、《橘子紅了》等多部豫劇的音樂設計，涵蓋傳統戲（老戲）、現代戲（時裝戲）、歷史戲（古裝戲）。
多次應台灣國立國光劇團豫劇隊（2008年3月6日起改制臺灣豫劇團）邀請，到台灣做豫劇音樂設計，在台灣的作品有《武后與婉兒》、《王魁負桂英》、《曹公外傳》、《田姐與莊周》、《少年齊桓公傳奇》、《拜月亭》等。